# Amphicoma formosana
Amphicoma formosana är en skalbaggsart som beskrevs av Miyake 1982. Amphicoma formosana ingår i släktet Amphicoma och familjen Glaphyridae. Inga underarter finns listade i Catalogue of Life.